# Tour de France 2006/15. Etappe
Die 15. Etappe der Tour de France 2006 führte die Fahrer am 18. Juli, nach dem Ruhetag tags zuvor, von Gap über 187 Kilometer in den prestigeträchtigen Wintersportort L’Alpe d’Huez in 1850 Meter Höhe (Kategorie HC). Neben dem 13,8 Kilometer langen Schlussanstieg hatten die Fahrer auch den Col d’Izoard (2360 m, Kategorie HC) und den Col du Lautaret (2058 m, Kategorie 2) zu überwinden.
Auch auf dieser Etappe gab es bereits zu Beginn einige Ausreißversuche. Doch erst bei Kilometer 30 setzte sich eine 25-köpfige Spitzengruppe ab. In ihr befanden sich unter anderen George Hincapie, Jens Voigt, Fränk Schleck, Axel Merckx, Christian Knees, Damiano Cunego und Stefano Garzelli. Im Anstieg zum Col d’Izoard attackierte José Rujano aus dem Hauptfeld, um der Spitzengruppe näherzukommen. Diese fiel durch das Tempodiktat der starken Bergfahrer im Anstieg auseinander. Währenddessen setzte im Hauptfeld eine weitere Gruppe mit vier Fahrern eine Attacke, zu der kurze Zeit später Juan Miguel Mercado aufschloss. Garzelli erreichte solo als erster den Gipfel des Col d’Izoard mit 1:07 min Vorsprung auf die 16 Verbliebenen der Spitzengruppe.
Am Fuße des Col du Lautaret brach Garzelli seine Solofahrt ab und ließ sich von den Verfolgern einholen. Es blieb die Spitzengruppe mit 18 Fahrern, gefolgt von einer neunköpfigen Verfolgergruppe mit circa 3:20 min Rückstand, dahinter das Hauptfeld mit circa 4:20 min Rückstand auf die Führenden. Der Vorsprung der Verfolger auf das Hauptfeld war aber schnell aufgebraucht, und so fiel diese im Anstieg zum Lautaret ins Feld zurück. In der Spitzengruppe fuhren sich David de la Fuente und Francisco Vila einen Vorsprung auf das Hauptfeld heraus. Dieser blieb am Gipfel konstant bei 4:17 min. In Le Bourg-d’Oisans, am Beginn des Schlussanstiegs nach L’Alpe d’Huez, lagen die 15 Führenden noch 3:16 min vor dem Feld.
Im Anstieg nach L’Alpe d’Huez wurden die Ausreißer von den Favoriten zu Statisten degradiert. Einzig Damiano Cunego, Eddy Mazzoleni und Fränk Schleck boten ihnen Paroli. Im Hauptfeld schossen T-Mobile und Rabobank mit hohem Tempo in den Schlussanstieg. Dort attackierten dann Matthias Kessler und Andreas Klöden, denen nur Floyd Landis und Cadel Evans folgen konnten. Denis Menschow und Óscar Pereiro mussten abreißen lassen, wenig später dann auch Kessler. Nach einer Attacke von Landis ging Klöden mit. Während Evans zurückfiel, konnten von hinten Levi Leipheimer und Carlos Sastre wieder aufschließen. In der Spitzengruppe attackierte Cunego, um Mazzoleni abzuschütteln, während in der Favoritengruppe ein weiteres Mal Klöden das Tempo forcierte, das nur Landis mithielt. Zwei Kilometer vor dem Ziel distanzierte Schleck dann Cunego, um sich den Tagessieg zu sichern.
Landis konnte durch seinen vierten Platz das Gelbe Trikot von Pereiro zurückerobern.

## Aufgaben
- 49 Beat Zberg – während der Etappe, Bronchitis
- 53 Bram de Groot – während der Etappe, große Wunde am Knie nach Sturz
- 101 Tom Boonen – während der Etappe, Atemprobleme und bakterielle Infektion
- 184 Andrij Hrywko – während der Etappe

## Zwischensprints
1. Zwischensprint in Embrun (35 km)
| Erster  | Bernhard Eisel   | 6 P. und 6 s |
| Zweiter | Michael Albasini | 4 P. und 4 s |
| Dritter | Francisco Vila   | 2 P. und 2 s |

2. Zwischensprint in Le Monêtier-les-Bains (121 km)
| Erster  | David Zabriskie | 6 P. und 6 s |
| Zweiter | Rubén Lobato    | 4 P. und 4 s |
| Dritter | George Hincapie | 2 P. und 2 s |

## Bergwertungen
Col d’Izoard, Kategorie HC (86 km)
| Erster   | Stefano Garzelli   | 20 P. |
| Zweiter  | David de la Fuente | 18 P. |
| Dritter  | Damiano Cunego     | 16 P. |
| Vierter  | Francisco Vila     | 14 P. |
| Fünfter  | Egoi Martínez      | 12 P. |
| Sechster | Fränk Schleck      | 10 P. |
| Siebter  | Anthony Charteau   | 8 P.  |
| Achter   | José Luis Arrieta  | 7 P.  |
| Neunter  | Jens Voigt         | 6 P.  |
| Zehnter  | David Arroyo       | 5 P.  |

Col du Lautaret, Kategorie 2 (134 km)
| Erster   | David de la Fuente | 10 P. |
| Zweiter  | Francisco Vila     | 9 P.  |
| Dritter  | Stefano Garzelli   | 8 P.  |
| Vierter  | Jens Voigt         | 7 P.  |
| Fünfter  | David Zabriskie    | 6 P.  |
| Sechster | Axel Merckx        | 5 P.  |

L’Alpe d’Huez*, Kategorie HC (187 km)
| Erster   | Fränk Schleck    | 40 P. |
| Zweiter  | Damiano Cunego   | 36 P. |
| Dritter  | Stefano Garzelli | 32 P. |
| Vierter  | Floyd Landis     | 28 P. |
| Fünfter  | Andreas Klöden   | 24 P. |
| Sechster | Rubén Lobato     | 20 P. |
| Siebter  | Sylvain Chavanel | 16 P. |
| Achter   | Eddy Mazzoleni   | 14 P. |
| Neunter  | Carlos Sastre    | 12 P. |
| Zehnter  | Levi Leipheimer  | 10 P. |

*Die Punkte der Bergwertung werden verdoppelt, wenn der letzte Pass der Etappe der Kategorie HC, 1 oder 2 entspricht.
- Siehe auch: Fahrerfeld
- Verlauf des Bergzeitfahrens nach L'Alpe d'Huez 2004